# Cécile Benoist
Vous êtes invité à donner votre avis sur cette page de discussion, de manière argumentée en vous aidant notamment des critères d’admissibilité ou en présentant des sources extérieures et sérieuses.  
Après avoir apposé le modèle {{Admissibilité}} sur une page, suivez les étapes expliquées sur Wikipédia:Débat d'admissibilité/Aide :
| 1. | Créez la page de débat d'admissibilité.                                                                      | Sauvegardez d’abord la page pour l’initialiser puis indiquez votre motivation.        |
| 2. | Important : ajoutez une entrée dans la section Débat d'admissibilité du jour.                                | Utilisez ce texte : *{{L\|Cécile Benoist}}                                            |
| 3. | Pensez à informer les contributeurs principaux de la page et les projets associés lorsque cela est possible. | Utilisez ce texte : {{subst:Avertissement débat d'admissibilité\|Cécile Benoist}}~~~~ |

Cécile Benoist est une écrivaine française en littérature jeunesse, journaliste et sociologue, née en 1977 à Niort.

## Parcours universitaire
Docteur en sociologie, elle a soutenu en 2004 à Toulouse 2 une thèse sur les pratiques autour du conte dans les médiathèques. Sa thèse, sous la direction de Anne Sauvageot s'intitule La parole et le livre dans le contexte des médiathèques : étude de pratiques autour du conte.

## Champs de compétence
Elle écrit des textes de fiction, des documentaires (de l’imagier à l’essai), des livres-jeux, des articles pour la presse et des contenus web. Elle s'intéresse aux relations entre l’homme et l’environnement, aux peuples et aux cultures du monde.

## Œuvres
- Cécile Benoist et Anatole Aufrère, Au-delà des écrans: 4 histoires pour déjouer les pièges du numérique, À dos d'âne, coll. « Un monde pas à pas », 2021 (ISBN 978-2-37606-108-3)
- Le livre du feu, illustrations de Christophe Merlin, Actes Sud junior[4].
- Cécile Benoist et Charlotte Gastaud, Un arbre, une histoire, Actes Sud junior, 2018 (ISBN 978-2-330-11145-8)[5],[6].
- Cécile Benoist et Évelyne Mary, J'entends les éclats qui giclent, les Éclairs, 2017 (ISBN 979-10-95668-08-4)
- Cécile Benoist et Julien Billaudeau, Tour du monde en terres indigènes, Actes Sud junior, 2016 (ISBN 978-2-330-06625-3)
- Cécile Benoist et Hélène Georges, La mare aux crocos: l'homme et les animaux, histoires africaines, Actes Sud junior, 2016 (ISBN 978-2-330-05764-0)
- Mots de sable soufflés, Lunatique, coll. « Collection 36e deux sous », 2014 (ISBN 979-10-90424-47-0).
- La Préhistoire, Milan, coll. « Mes années pourquoi », 2013 (ISBN 978-2-7459-5909-6).
- Cécile Benoist, Camille Ladousse et Julien Castanié, À toi le Sénégal !, Milan, coll. « J'explore le monde », 2012 (ISBN 978-2-7459-5425-1).
- Cécile Benoist, Anne Lesterlin et Christophe Besse, Quiz animaux: plus de 350 questions, Milan, coll. « Wapiti », 2012 (ISBN 978-2-7459-5825-9).
- Cécile Benoist et Audren Burati, Calamity Jane, une légende du Far West, le Verger des Hespérides, coll. « Aventures à remonter le temps », 2011 (ISBN 978-2-917642-42-9).
- Cécile Benoist, Anne Lesterlin et Christophe Besse, Quiz sciences & nature: plus de 350 questions, Milan, coll. « Wapiti », 2011 (ISBN 978-2-7459-5429-9).
- Cécile Benoist et Sébastien Chebret, La forêt, Milan jeunesse, coll. « Qui est là ? », 2011 (ISBN 978-2-7459-5266-0).
- Cécile Benoist et Judith Gueyfier, La banquise, Milan jeunesse, coll. « Qui est là ? », 2011 (ISBN 978-2-7459-5267-7).
- Mon encyclo de la montagne, Milan jeunesse, coll. « Mon encyclo », 2010 (ISBN 978-2-7459-4619-5).
- « Les médiathèques à l'heure du conte: enquête ethnographique et regard socio-anthropologique », BnF ISBN, Presses universitaires de Bordeaux,‎ 2007 (ISBN 9782867814495).

## Prix et distinctions
- Sélection Prix Sorcières 2022[4], catégorie Carrément sorcières non fiction, pour Le livre du feu, illustré par Christophe Merlin.